# Bathytoma regnans
Bathytoma regnans is een slakkensoort uit de familie van de Borsoniidae. De wetenschappelijke naam van de soort is voor het eerst geldig gepubliceerd in 1918 door Melvill.